# Roeland Lievens
Roeland Lievens (ur. 1 lipca 1983 w Oostburg) – holenderski wioślarz.

## Osiągnięcia
- Mistrzostwa Świata – Eton 2006 – ósemka wagi lekkiej – 6. miejsce[1].
- Mistrzostwa Świata – Monachium 2007 – czwórka bez sternika wagi lekkiej – 10. miejsce[1].
- Mistrzostwa Świata – Linz 2008 – dwójka bez sternika wagi lekkiej – 4. miejsce[1].
- Mistrzostwa Świata – Poznań 2009 – czwórka bez sternika wagi lekkiej – 6. miejsce[1].
- Mistrzostwa Europy – Montemor-o-Velho 2010 – czwórka bez sternika wagi lekkiej – 9. miejsce[1].